# Whiting Bay

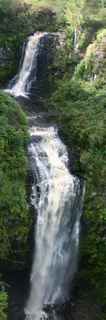
Salt d'aigua de Glenashdale

Whiting Bay (gaèlic escocès: Eadar Dhà Rubha) és un llogaret situat a l'illa d'Arran al Fiord de Clyde, Escòcia. Es creu que el nom de Whiting Bay prové de la "Viking" Bay. Es troba aproximadament a 3 milles al sud del llogaret de Lamlash. Whiting Bay és el tercer llogaret més gran de l'illa (després de Lamlash i Brodick) i va ser una vegada el lloc del moll més llarg d'Escòcia. Com tots els pobles de la zona, el turisme és important per al poble.
Les espectaculars Cascades de Glenashdale amb un fort d'Edat del Ferro proper i un lloc d'enterrament prehistòric, les "Tombes dels Gegants" són a poca distància a peu del poble.
Al nord del llogaret de Kings Cross Point, entre Lamlash i Whiting Bay, hi ha un altre fort de l'Edat de Ferro conegut localment com el "Fort Viking". Segons la llegenda local, aquest és el lloc on Robert the Bruce o Robert I d'Escòcia va confondre els incendis dels pagesos al continent com a senyal per llançar la seva campanya. Aquest lloc també era la ubicació d'un enterrament de vaixells viking excavat a principis del segle xx.
Whiting Bay té una població de 680 persones segons el Cens Regne Unit de 2011.